# Ray Dolby
Ray Milton Dolby, OBE, (Portland, 18 de enero de 1933 - San Francisco, 12 de septiembre de 2013) fue un ingeniero eléctrico estadounidense, inventor del sistema de reducción de ruido conocido como Dolby NR. Fue el fundador y presidente de los Laboratorios Dolby, además de un conocido millonario.
Durante el año 2015 Ray Dolby fue honrado con una Estrella en el Paseo de la Fama de Hollywood, por su aporte a la industria cinematográfica y de sonido.

## Biografía
Nacido en Portland, Oregón en 1933 y criado en San Francisco. Recibió el Bachelor of Science en ingeniería eléctrica de la Universidad de Stanford y subsecuentemente ganó la Beca Marshall para un Ph.D. (1961) en física de la Universidad de Cambridge, donde él fue un investigador.
Durante su estancia en Stanford, Dolby trabajó en prototipos de grabadoras de vídeo casetes para Alexander M. Poniatoff y Charlie Ginsburg de Ampex.
Después de Cambridge, su trabajo consistió como consejero técnico de las Naciones Unidas en India, hasta 1965, cuando retornó a Inglaterra, y fundó los Laboratorios Dolby. Ese año se inventó definitivamente el sistema de sonido Dolby. En 1986, se le otorgó el título honorario de Oficial de la Orden del Imperio Británico (OBE).
En 1997, Dolby ganó el premio nacional de EUA de tecnología. En 2004, Dolby fue introducido al Salón de Honor de los inventores. Dolby también fue presidente de la Audio Engineering Society. En 2008, su fortuna personal fue estimada en 3500 millones de dólares.
El 12 de septiembre de 2013 murió en su casa, ubicada en San Francisco, a la edad de 80 años.

## Dolby NR
La reducción de ruidos Dolby es una forma de preénfasis dinámico diseñado para mejorar el rango dinámico del sonido. Se utiliza una técnica llamada companding, que comprime el rango dinámico del sonido en la grabación (mediante el énfasis) y lo expande en la reproducción.
El sistema Dolby tipo A funciona a través de todo el espectro de frecuencias, mientras que los otros sistemas enfatizan específicamente el rango de la audición en el cual el soplido de fondo de la cinta (ruido blanco) es más notable.